# Ca n'Ametller (Molins de Rei)
Ca n'Ametller és un edifici de planta i dos pisos a la vila de Molins de Rei (al Baix Llobregat) destacada pels seus magnífics esgrafiats, de tipus geomètric. Aquella té una gran porta amb arc escarser emmarcat en pedra i una finestra enreixada a cada costat. El primer pis consta de tres balcons amb barana de ferro, i el segon té una finestra a cada extrem i, a la part central, dues arcades.
Les obertures estan emmarcades amb grans carreus de pedra, i la teulada és paral·lela a la façana. Aquesta està completament decorada amb esgrafiats combinant colors blanc i rosat. Els motius varien a cada pis. Així, a la planta baixa formen rombes. Al primer pis es combinen els gerros amb els motius florals, i al segon pis els esgrafiats són en forma de creu, i a sota les finestres centrals reprodueixen la barana d'una balconada. Actualment és de propietat municipal.